# Кур'єр

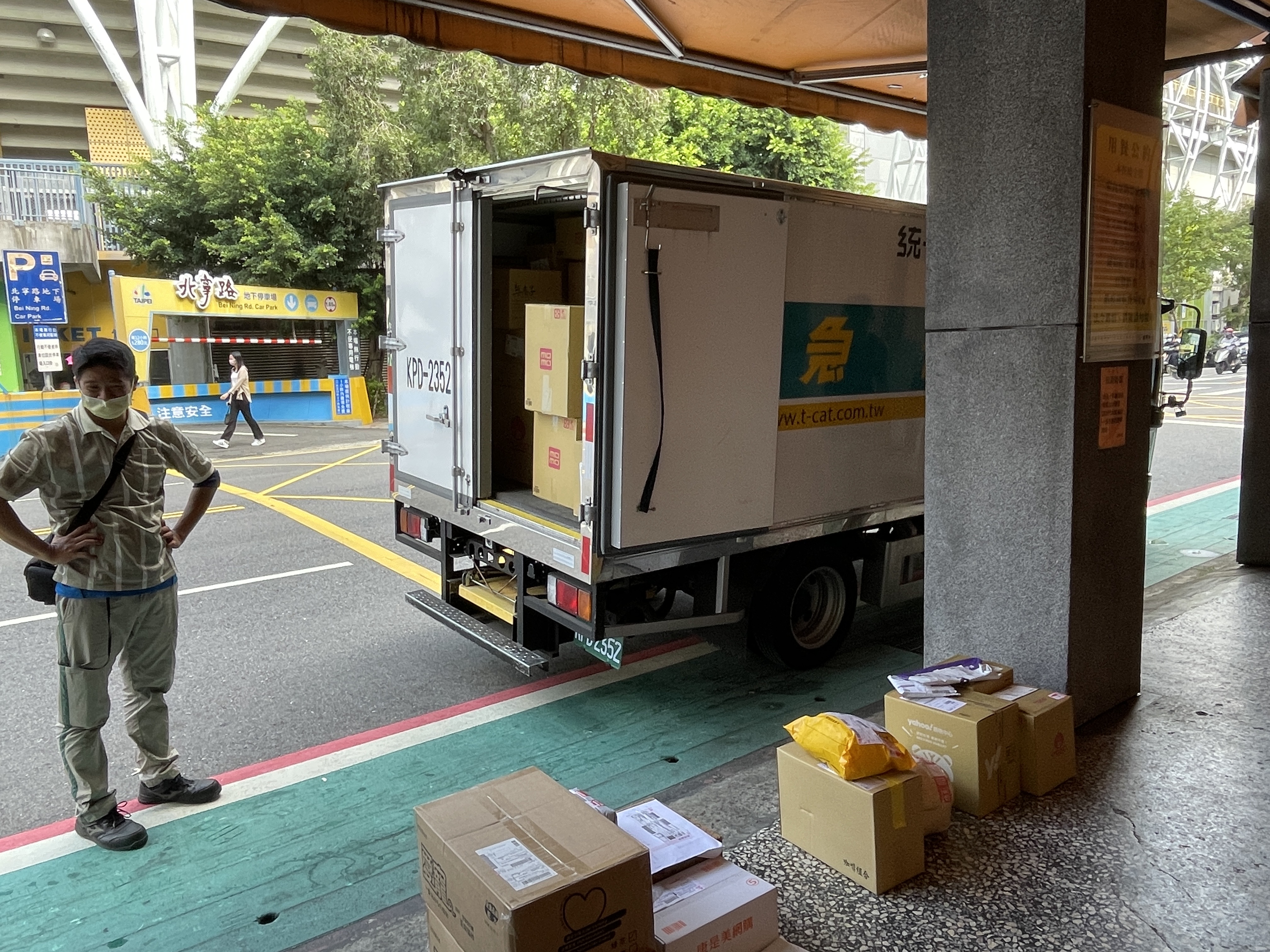
Кур'єр у Тайбеї, Тайвань, організація доставки посилок

Кур'єр — це особа або організація, яка доставляє повідомлення, пакунок або лист з одного місця або особи в інше місце або особу. Як правило, кур'єр надає свої кур'єрські послуги на основі комерційного контракту; однак деякі кур'єри є службовцями уряду чи державних установ (наприклад, дипломатичний кур'єр).

## Обов'язки та функції
Кур'єрські служби відрізняються від звичайних поштових служб такими характеристиками, як швидкість, безпека, відстеження, підпис, спеціалізація та індивідуалізація експрес-послуг, а також швидкі терміни доставки, які є необов'язковими для більшості повсякденних поштових служб. Як преміумпослуга, кур'єрська доставка зазвичай коштує дорожче, ніж стандартні поштові послуги, і її використання зазвичай обмежується посилками, для яких одна або кілька з цих функцій вважаються достатньо важливими, щоб виправдати витрати.
Кур'єрські служби працюють на всіх рівнях, від конкретних міст до регіональних, національних і глобальних служб. До великих кур'єрських компаній належать DHL, DTDC, FedEx, EMS International, TNT, UPS, India Post, J&T Express і Aramex. Вони пропонують послуги по всьому світу, як правило, за моделлю «хаб і спін».
Кур'єрські служби, які використовують кур'єрське програмне забезпечення, надають електронне підтвердження доставки та дані електронного відстеження.

## Історія

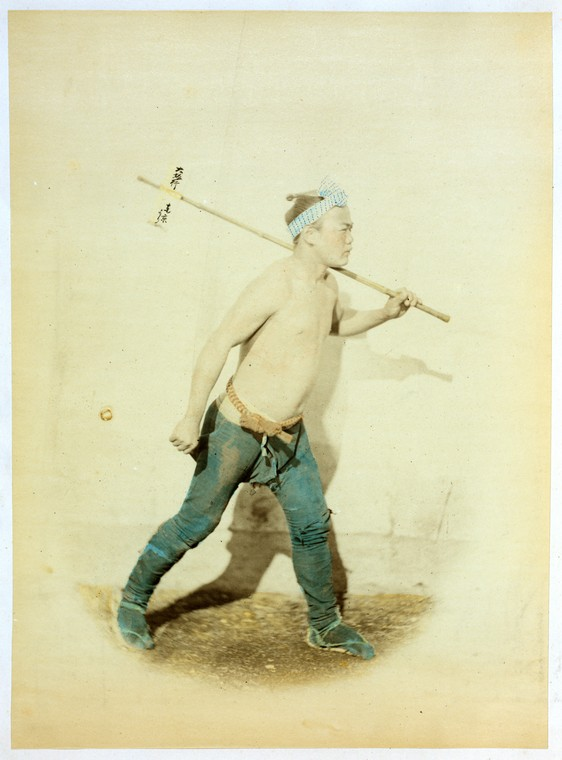
Хікяку (кур'єр або листоноша), Японія, ручна кольорова альбомна гравюра Феліче Беато, між 1863 і 1877 роками

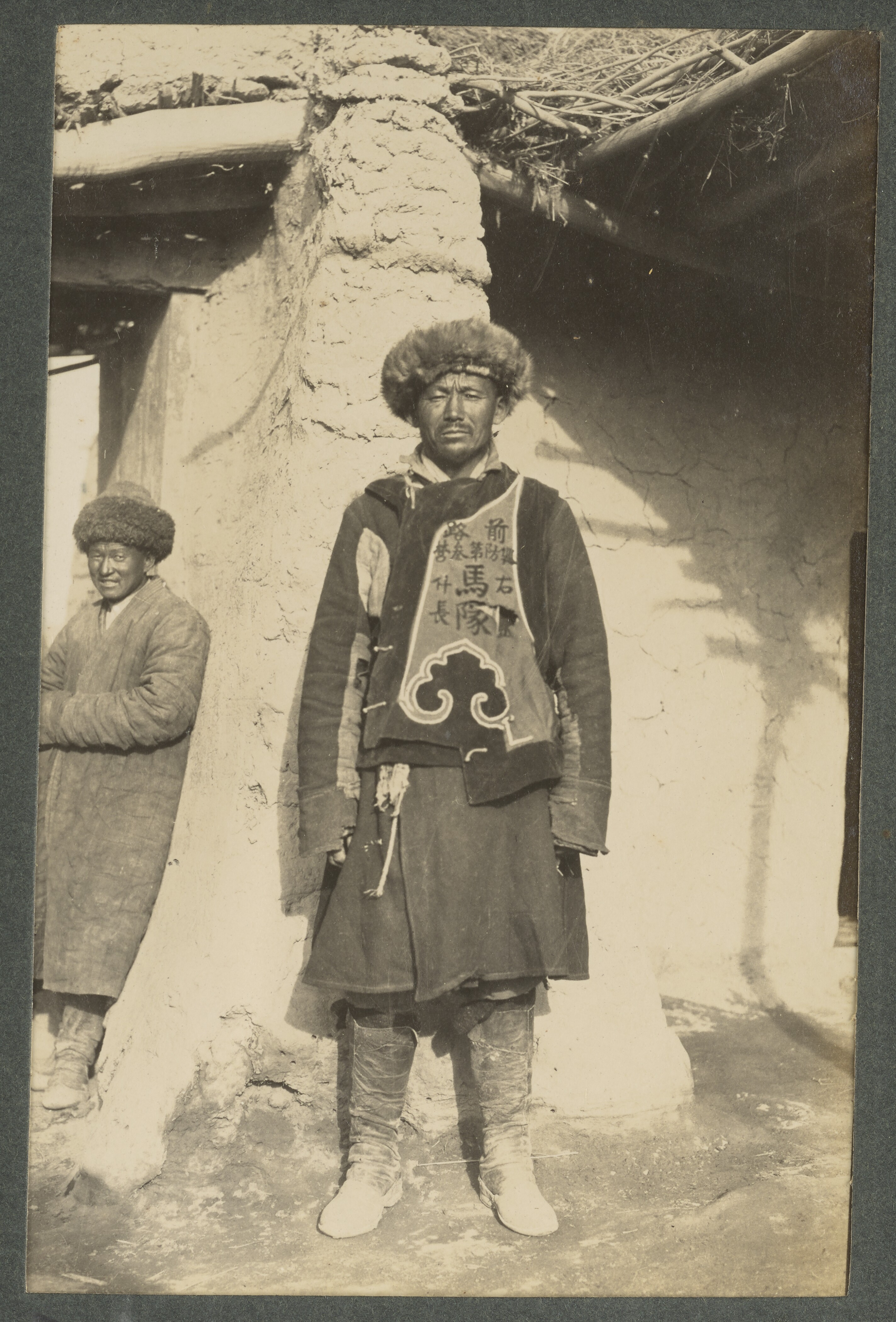
Бігун Я-Іє або Ямен у Західному Китаї, 1915 рік

У стародавній історії повідомлення доставлялися вручну різними способами, включаючи бігунів, поштових голубів і вершників на конях. До появи механізованих кур'єрських служб піші гінці фізично долали кілометри до місця призначення. Ксенофонт приписує перше використання кур'єрів перському принцу Кіру Молодшому.
Відомо, що давньогрецький кур'єр Фідіппід пробіг 26 миль від Марафону до Афін, щоб принести звістку про перемогу греків над персами у 490 році до нашої ери. На честь цього забігу названо забіг на довгі дистанції, відомий як марафон.

### Єзекія
Юдейський цар Єзекія жив між 200 і 400 роками до н. е., коли кілька кур'єрів розносили листи по всій землі Юдеї та Ізраїлю (пор. 2 Хр. 30 ESV).

### Анабасій
Починаючи з часів Августа, стародавні греки та римляни використовували клас кінних та колісничних кур'єрів, які називалися анабасіями, щоб швидко доставляти повідомлення та накази з великих відстаней. Слово «анабасій» походить від грецького ἀνάβασις (anábasis, «сходження, підйом»). Вони були сучасниками грецьких гемередромів, які розносили свої повідомлення пішки.
У римській Британії Руфін використовував анабасій, про що свідчать спогади святого Ієроніма (adv. Ruffinum, l. 3. c. 1.): «Idcircone Cereales et Anabasii tui per diversas provincias cucurrerunt, ut laudes meas legerent?» («Чи не тому твої Цереалії та Анабасії поширювалися багатьма провінціями, щоб вони могли читати мої хвалебні промови?»)

### Середньовіччя
У середні віки королівські двори мали власних гінців, яким платили трохи більше, ніж звичайним робітникам.

## Типи
У містах часто працюють велосипедні або мотоциклетні кур'єри, але для посилок, які потребують доставки на великі відстані, часто використовуються вантажні автомобілі, залізниця та літаки.
Багато компаній, які працюють за методом «точно в строк» або «JIT», часто використовують послуги бортових кур'єрів (OBC). Бортові кур'єри — це люди, які можуть за першої ж нагоди відправитися в будь-яку точку світу, як правило, комерційними авіалініями. Хоча цей вид послуг є другим за вартістю (чартерні рейси літаків загальної авіації набагато дорожчі), компанії аналізують вартість послуг бортового кур'єра у порівнянні з «витратами», які компанія понесе, якщо товар не прибуде в зазначений час (зупинка конвеєра, несвоєчасне подання позову до суду, втрата продажів через несвоєчасну поставку товару або компонентів, втрата життя через несвоєчасну трансплантацію органів).

## Класифікація
Окрема кур'єрська служба може бути організована всередині компанії для доставки кореспонденції між підрозділами.
Кур'єрські компанії класифікуються за кількома ознаками:
- за територіальним охопленням:
  - внутрішньоміські;
  - внутрішньодержавні;
  - міждержавні;
  - міжматерикові.
- за спеціалізацією:
  - універсальні;
  - спеціалізовані;
- за обсягом вантажів:
  - дрібні вантажі;
  - великогабаритні вантажі.

## За країною

### Австралія
Кур'єрський бізнес в Австралії є дуже конкурентною галуззю і в основному зосереджений у густонаселених районах у столицях і навколо них. Маючи таку величезну територію, кур'єрські компанії, як правило, здійснюють перевезення або повітряним транспортом, або основними транспортними маршрутами та національними автомагістралями. Єдиною великою компанією, яка надає послуги по всій країні, є Пошта Австралії. Пошта Австралії працює зовсім інакше, ніж урядові відомства, оскільки є державним підприємством, орієнтованим на надання послуг на конкурентному ринку. Вона працює на ринку, де конкурує з іншими службами доставки, такими як Fastway, UPS і Transdirect.

### Китай
Міжнародні кур'єрські служби в Китаї включають TNT, EMS International, DHL, FedEx і UPS. Ці компанії надають номінальні послуги по всьому світу як для вхідних, так і для вихідних відправлень, з'єднуючи Китай із такими країнами, як США, Австралія, Велика Британія та Нова Зеландія. Серед міжнародних кур'єрських служб голландська компанія TNT вважається найбільш ефективною для міст третього і четвертого рівнів, оскільки вона вільно орієнтується на місцевому ринку та ефективно працює з містами третього і четвертого рівнів. EMS International є підрозділом Пошти Китаю, і тому недоступна для відправлень, що надходять з-за меж Китаю.
До внутрішніх кур'єрських служб належать SF Express, STO Express (申通), ZTO Express (中通), YTO Express (圆通), E- EMS (E邮宝), Cainiao Express (菜鸟) та багато інших операторів іноді мікроскопічних масштабів. E-EMS — це спеціальний платіжний сервіс, створений у рамках співпраці між Поштою Китаю та Alipay, яка є платіжним підрозділом Alibaba Group. Він доступний лише для доставки онлайн-покупок, здійснених за допомогою Alipay.
У межах муніципалітету Пекіна TongCheng KuaiDi (同城快递), яка також є підрозділом Пошти Китаю, забезпечує внутрішньоміське сполучення за допомогою вантажних велосипедів.

### Індія
Міжнародні кур'єрські служби в Індії включають DHL, FedEx, Blue Dart Express, Spicexpress and Logistics Pvt Ltd, Ekart, DTDC, VRL Courier Services, Delhivery, TNT, Amazon.com, OCS і Gati Ltd. Окрім них, кілька місцевих кур'єрів також працюють по всій Індії. Майже всіх цих кур'єрів можна відстежити онлайн. Пошта Індії, підприємство уряду Індії, є найбільшою кур'єрською службою з приблизно 155 тисячами відділень (зокрема, 139 тисяч (90 %) у сільській місцевості та 16 тисяч (10 %) у містах). Усі кур'єри використовують PIN-код або поштовий індекс, введений Поштою Індії, для визначення адреси доставки. Крім того, для полегшення пошуку адреси кур'єри вказують контактні телефони одержувача і відправника.

### Бангладеш
Історія кур'єрських служб у Бангладеш бере свій початок наприкінці 1970-х років, коли приватні компанії почали пропонувати послуги доставки та пересилання посилок. Ці компанії відіграли вирішальну роль у полегшенні переміщення документів і товарів всередині країни. З роками кур'єрська індустрія в Бангладеш значно зросла, адаптуючись до змін у технологіях і розширюючи свої послуги, включаючи міжнародні відправлення. Сьогодні в Бангладеш працюють різні місцеві та міжнародні кур'єрські компанії, які роблять свій внесок у розвиток логістичних і торговельних мереж країни.
Серед кур'єрських служб, які працюють у Бангладеш, — Sundarban Courier Service (40 % ринку), SA Paribahan, Pathao Courier, e-dak Courier, RedX, Sheba Delivery, Janani Express Parcel Service, Delivery Tiger, eCourier, Karatoa Courier, Sonar Courier. Майже всіх цих кур'єрів можна відстежувати онлайн. Також до міжнародних кур'єрських служб у Бангладеш належать DHL, FedEx, United Express, Royale International Bangladesh, DSL Worldwide Courier Service, Aramex, Pos Laju, J&T Express та Amazon.com.

### Малайзія
Міжнародні кур'єрські служби в Малайзії включають DHL, FedEx, Pgeon, Skynet Express, ABX Express, GDex, Pos Laju, J&T Express та Amazon.com. Крім них, по всій Малайзії також працюють кілька місцевих кур'єрських служб. Майже всіх цих кур'єрів можна відстежити онлайн.

### Ірландія
Основними кур'єрськими службами, доступними в Ірландії як альтернатива національній системі An Post, є Parcel Direct Ireland, DHL, UPS, TNT, DPD і FedEx.

### Сінгапур
У Сінгапурі є кілька міжнародних кур'єрських компаній, зокрема TNT, DHL і FedEx. Незважаючи на те, що це невелика країна, попит на кур'єрські послуги є високим. Щоб задовольнити цей попит, з'явилося багато місцевих кур'єрських компаній. Більшість кур'єрських компаній у Сінгапурі зосереджені на місцевій доставці, а не на міжнародних перевезеннях.

### Велика Британія
Ринок кур'єрських послуг у Великій Британії бере свій початок від лондонських таксомоторних компаній, але незабаром він розширився до спеціалізованих мотоциклістів, а таксомоторні компанії створили окремі підрозділи для кур'єрської роботи. Наприкінці 1970-х років невеликі провінційні та регіональні компанії з'являлися по всій країні. Сьогодні існує багато великих компаній, що пропонують кур'єрські послуги наступного дня.
Існує багато «спеціалізованих» кур'єрів, як правило, для перевезення таких предметів, як вантажі/палети, конфіденційні документи та рідини.

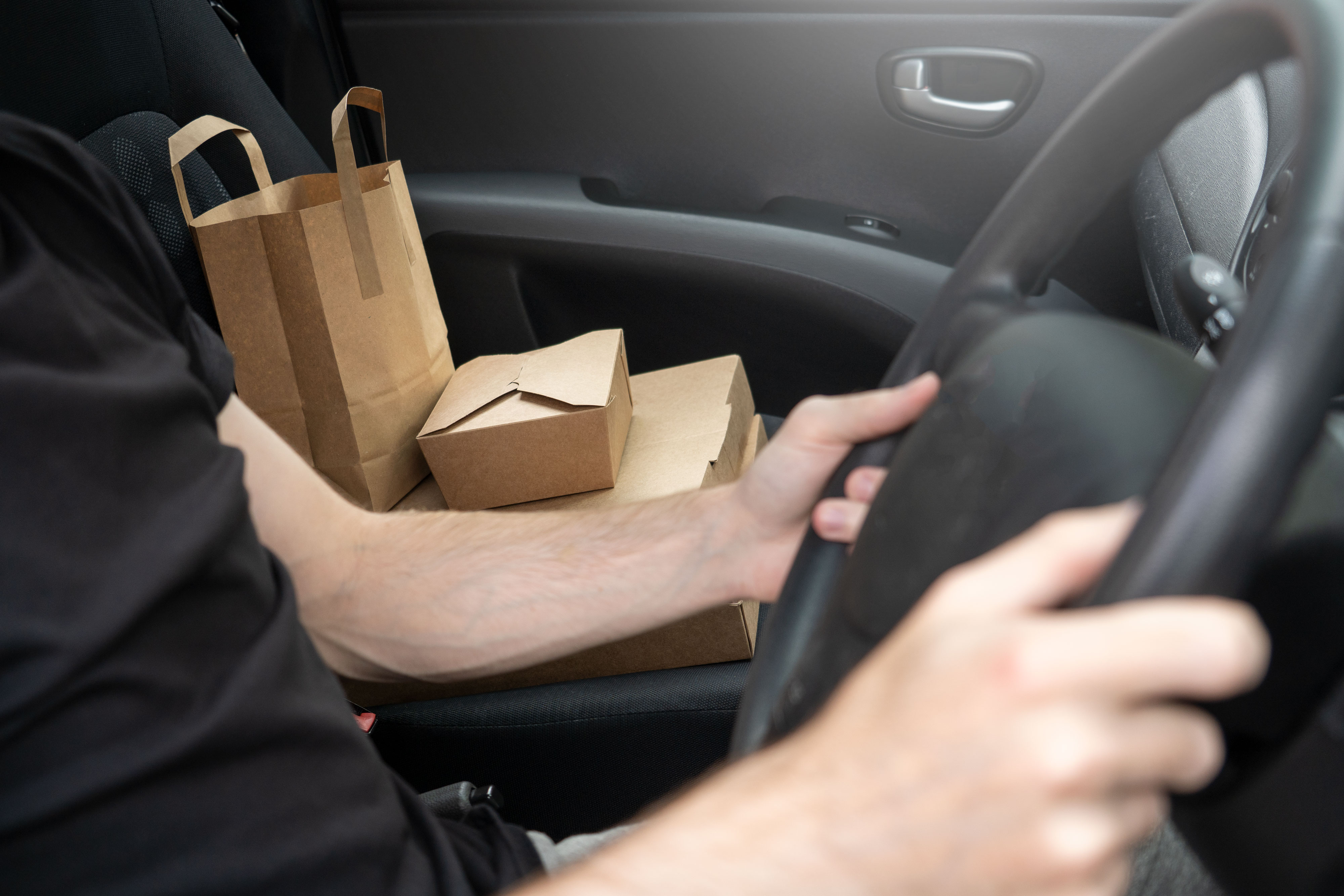
Зображення трьох коробок з їжею на винос і одного паперового пакета, що лежать на пасажирському сидінні автомобіля, поки водій доставки їде на передньому плані.

Бізнес-модель кур'єрських послуг «людина і фургон»/фрілансер дуже популярна у Великій Британії, де працюють тисячі й тисячі незалежних кур'єрів і локальних компаній, що пропонують послуги наступного дня або в той самий день. Така популярність пояснюється низькими бізнес-вимогами (наявність транспортного засобу) та великою кількістю відправлень, які щодня надсилаються в межах Великій Британії. Фактично, з 1988 по 2016 рік британські кур'єри вважалися повністю самозайнятими, хоча з того часу кількість найманих кур'єрів, які працюють у фірмах, значно зросла. Однак з початком електронної ери спосіб, у який компанії використовують кур'єрів, кардинально змінився. До появи електронної пошти та можливості створювати PDF-файли документи становили значну частину бізнесу. Однак за останні п'ять років доходи від документації зменшилися на 50 відсотків. Клієнти також вимагають більше від своїх кур'єрських партнерів. Тому все більше організацій вважають за краще користуватися послугами більших організацій, які здатні забезпечити більшу гнучкість і вищий рівень обслуговування, що призвело до появи ще одного рівня кур'єрських компаній — регіональних кур'єрів. Зазвичай це місцева компанія, яка розширила свою діяльність до більш ніж одного офісу, щоб охопити більшу територію.
Деякі британські кур'єри пропонують послуги на наступний день до інших європейських країн. FedEx пропонує авіадоставку на наступний день до багатьох країн ЄС. оступні також дешевші варіанти доставки автотранспортом, що варіюються від двох днів (наприклад, у Францію) до тижня (країни колишнього СРСР).
Великі кур'єри часто вимагають наявності рахунку (і це може включати щоденні заплановані вилучення). Тому відправники переважно належать до комерційного/промислового сектору (а не до широкої громадськості); деякі кур'єри, такі як DHL, дозволяють відправляти відправлення населенню (за вищу ціну, ніж звичайні відправники).
Останніми роками зростання популярності «Чорної п'ятниці» у Великій Британії призвело до того, що деякі фірми зазнали виробничого навантаження.
Процес замовлення кур'єра змінився, це більше не є тривалим завданням, що вимагає численних дзвінків до різних кур'єрських компаній для отримання цінової пропозиції. Бронювання кур'єра здійснюється переважно онлайн. Кур'єрська індустрія швидко адаптувалася до нашого постійно мінливого цифрового ландшафту, задовольняючи потреби споживачів мобільних і стаціонарних комп'ютерів, а також електронної комерції та інтернет-магазинів. Пропонуючи кінцевим користувачам доступ до миттєвих онлайн-платежів, відстеження посилок, сповіщень про доставку, а також зручність збору та доставки «від дверей до дверей» практично в будь-яку точку світу.

### Сполучені Штати

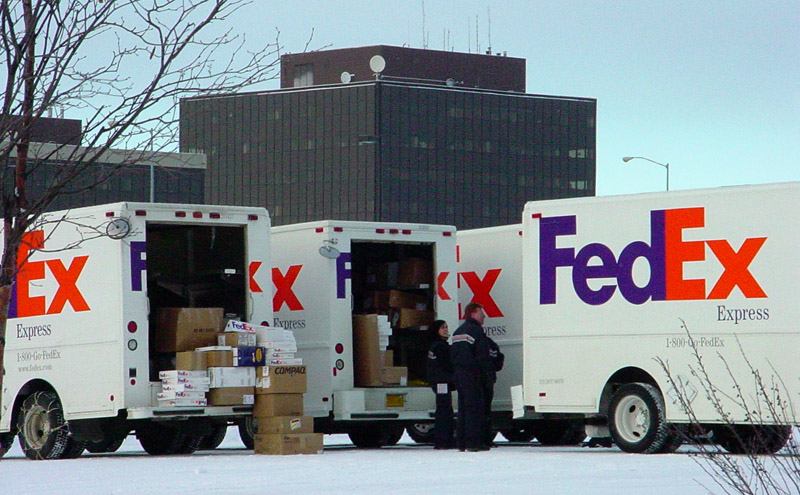
Розвізні для кур'єрської доставки компанії FedEx в Анкорідже (Аляска, США)

Кур'єрська індустрія вже давно посідає важливе місце в торгівлі Сполучених Штатів і була пов'язана з такими ключовими моментами в історії країни, як міграція на захід і золота лихоманка. Wells Fargo була заснована в 1852 році й швидко стала провідною компанією з доставки посилок. Компанія спеціалізується на доставці золота, пакунків і газет по всьому Заходу, що зробило офіс Wells Fargo у кожному таборі та поселенні необхідністю для торгівлі та зв'язку з домом. Незабаром після цього був створений Pony Express, який перевозив пакунки швидше, ніж традиційний диліжанс. Це проілюструвало попит на своєчасну доставку по всій країні, концепція, яка продовжувала розвиватися разом із залізницями, автомобілями та міждержавними магістралями та перетворилася на сучасну кур'єрську індустрію.
Індустрія кур'єрських послуг у Сполучених Штатах — це галузь вартістю 59 мільярдів доларів, 90 % бізнесу якої поділяють DHL, FedEx, UPS та USA Couriers. З іншого боку, регіональні та/або місцеві кур'єрські служби та служби доставки були дуже диверсифіковані й, як правило, були меншими за розміром; на 50 найбільших компаній припадала лише третина доходів сектору. USPS доставляє пошту або пакунки від уряду і є єдиною компанією, яка може легально доставляти їх до поштових скриньок.
У своєму щоквартальному звіті про прибутки за 2019 рік генеральний директор FedEx назвав Amazon прямим конкурентом, що закріпило зростання компанії електронної комерції у сфері логістики.

## У масовій культурі

### Фільми
- Кур'єр (фільм, 1986) — радянський фільм Карена Шахназарова.
- Кур'єр (фільм, 1988) — британсько-ірландський кримінальний бойовик.
- Кур'єр (фільм, 2010) — французький бойовик.
- Кур'єр (фільм, 2012) — американський фільм Гані Абу-Ассада.
- Кур'єр (фільм, 2019) — американський фільм Закарі Адлера.